# Cloverdale (Indiana)
Cloverdale è una città degli Stati Uniti d'America, situata nello Stato dell'Indiana e in particolare nella Contea di Putnam.